# Al-Mughayyir (Ramallah)
Al-Mughayyir (arabisch المغيّر, DMG al-Muġayyir) ist ein Ort in den Palästinensischen Autonomiegebieten im Westjordanland. Der Ort liegt 18,6 km nordöstlich von Ramallah. 2006 hatte er 2240 Einwohner. In al-Mughayyir kommt es immer wieder zu gewaltsamen Auseinandersetzungen zwischen israelischen Siedlern und Palästinensern.